# Georgios Lekkas
 (juin 2022).
La mise en forme du texte ne suit pas les recommandations de Wikipédia : il faut le « wikifier ».
Les points d'amélioration suivants sont les cas les plus fréquents. Le détail des points à revoir est peut-être précisé sur la page de discussion.
- Les titres sont pré-formatés par le logiciel. Ils ne sont ni en capitales, ni en gras.
- Le texte ne doit pas être écrit en capitales (les noms de famille non plus), ni en gras, ni en italique, ni en « petit »…
- Le gras n'est utilisé que pour surligner le titre de l'article dans l'introduction, une seule fois.
- L'italique est rarement utilisé : mots en langue étrangère, titres d'œuvres, noms de bateaux, etc.
- Les citations ne sont pas en italique mais en corps de texte normal. Elles sont entourées par des guillemets français : « et ».
- Les listes à puces sont à éviter, des paragraphes rédigés étant largement préférés. Les tableaux sont à réserver à la présentation de données structurées (résultats, etc.).
- Les appels de note de bas de page (petits chiffres en exposant, introduits par l'outil «  Source ») sont à placer entre la fin de phrase et le point final[comme ça].
- Les liens internes (vers d'autres articles de Wikipédia) sont à choisir avec parcimonie. Créez des liens vers des articles approfondissant le sujet. Les termes génériques sans rapport avec le sujet sont à éviter, ainsi que les répétitions de liens vers un même terme.
- Les liens externes sont à placer uniquement dans une section « Liens externes », à la fin de l'article. Ces liens sont à choisir avec parcimonie suivant les règles définies. Si un lien sert de source à l'article, son insertion dans le texte est à faire par les notes de bas de page.
- La présentation des références doit suivre les conventions bibliographiques. Il est recommandé d'utiliser les modèles {{Ouvrage}}, {{Chapitre}}, {{Article}}, {{Lien web}} et/ou {{Bibliographie}}. Le mode d'édition visuel peut mettre en forme automatiquement les références.
- Insérer une infobox (cadre d'informations à droite) n'est pas obligatoire pour parachever la mise en page.

Pour une aide détaillée, merci de consulter Aide:Wikification.
Si vous pensez que ces points ont été résolus, vous pouvez retirer ce bandeau et améliorer la mise en forme d'un autre article.
Georgios Lekkas (né à Athènes le 12 janvier 1966)[réf. nécessaire] est un philosophe, juriste et prêtre de l'Église Orthodoxe grecque. Il s'intéresse particulièrement aux questions de la liberté chez les philosophes platoniciens et néo-platoniciens dans l'Antiquité grecque tardive.

## Biographie

### Études
Aîné d’une famille nombreuse, il grandit et est scolarisé au Pirée. En 1983, il est diplômé d’une école secondaire locale. La même année, il est accepté à la faculté de droit de l’Université d'Athènes, dont il sort diplômé en 1987.
En octobre 1988, il se rend à Paris pour poursuivre un diplôme d'études approfondies en Histoire de la philosophie grecque ancienne, où il est suivi par le professeur Pierre Aubenque de l’Université de Paris IV-Sorbonne dans le cadre de son mémoire sur Plotin intitulé "Le Statut du Corps chez Plotin". Un an plus tard, il obtient un DEA en Histoire de la philosophie grecque ancienne avec la plus grande distinction.
En novembre 1989, il décide de poursuivre une thèse de doctorat à la même université de Paris IV-Sorbonne, sous la supervision des professeurs Pierre Aubenque et Jean Pépin (C.N.R.S.), sur une recherche sur Origène, intitulée « Liberté et Progrès chez Origène ».
Parallèlement à ses études doctorales à Paris, il obtient, en mai 1994, sa seconde maîtrise de l’École philosophique de l’Université d’Athènes, à la faculté de Philosophie, Pédagogie et Psychologie, avec une grande distinction.
En janvier 1996, il obtient le titre de Docteur en Études grecques de l’Université Paris-Sorbonne avec la plus grande des distinctions. À l’initiative des professeurs ayant supervisé sa thèse, celle-ci est publiée en français sous le titre « Liberté et Progrès chez Origène », chez Brepols, Turnhout, 2001, dans la collection « Monothéisme et Philosophie », supervisée par Carlos Lévy, professeur à Paris IV-Sorbonne. Le livre se centre sur la dimension cosmologique de la liberté chez ce philosophe chrétien de langue grecque.
De septembre 1999 à fin 2005, il participe à une collaboration scientifique avec le Centre national de recherche scientifique de France, au centre UMR 8485 spécialisé dans l’étude de la tradition philosophique platonicienne et néo-platonicienne dans l’Antiquité grecque tardive.

### Enseignement universitaire
Durant les années scolaires 2005-2006 à 2016-2017, il est engagé en tant que coopérant au personnel enseignant de l'Université Ouverte Hellénique sur le thème « Philosophie et la Science grecques de l'antiquité jusqu'au XXe siècle ».
Par ailleurs, de 2009-2010 à 2011-2012, il est chargé de cours de philosophie morale dans le cadre d’un programme d’études de second cycle de la même université (en coopération avec le département de Philosophie, Pédagogie et Psychologie de l’Université d’Athènes).

### Activités professionnelles
Il travaille comme avocat à Athènes (spécialisé en droit civil et du travail) de 1992 à 2011, et depuis octobre 2005, il est impliqué dans l’Enseignement secondaire grec, dans le domaine des sciences juridiques et politiques, et est un membre permanent de l’équipe du département juridique de la Direction régionale de l’Enseignement primaire et secondaire, subordonné au Ministère de l’Éducation grec, dans l’Attique.
En octobre 2014, il est envoyé à Bruxelles pour travailler pour la Représentation permanente grecque auprès de l’Union européenne, dans le cadre de l’équipe représentante du Ministère de l’Éducation grec, spécialisé dans le domaine des religions, comme conseiller au bureau de la Représentation de l’Église grecque.

## Poésie
Trois collections de ses poèmes sont publiées en Grèce :
- Χάρτινα δέντρα [Arbres de papier], Georgios Lekkas, Athènes, Armos, 2009[8];
- Πραγματογνώμονες τοῦ Θεοῦ [Experts de Dieu], Georgios Lekkas, Athènes, Armos, 2011[9];
- Μικρό Κυριολόγιο, Georgios Lekkas, Athènes, Les Éditions des Amis, 2013[10]
- Προσεχώς αναγέννηση [Prochainement la renaissance] , Georgios Lekkas, Athènes, Editions LΕ PUBLIC des beaux arts, 2021[11].

Une cinquième collection de ses poèmes, intitulée Βρέχει συλλαβές [Il pleut des syllabes], est publiée électroniquement

## Vie privée
Il est marié à une femme chirurgien dentiste, Eleni Saltapida, et ils ont une fille née en 1998.

## Publications
(juin 2021).

### Livres
- Georgios Lekkas, Liberté et Progrès chez Origène, Turnhout, Brepols, 2001, 278pp[13].
- Γεώργιος Λέκκας, Πλωτῖνος. Πρὸς μιὰ ὀντολογία τοῦ τρόπου [Plotinus. Towards an ontology of how], Ἀθήνα, Παπαζήσης, 2009, 135pp.
- Ε. Moutsopoulos et Georgios Lekkas (editors), La notion de la transcendance dans la philosophie grecque tardive et dans la pensée chrétienne, Actes du VIe Congrès de Philosophie Grecque, Athènes, 22-27 septembre 2004, Paris, Vrin, 2006, 297pp[14]. [15]

### Études publiées en grec
- Georgios Lekkas, Λόγος και Αυτεξούσιο στον Ωριγένη [Logos et libre arbitre chez Origène], ΦΙΛΟΣΟΦΙΑ (Academy of Athens), 27-28, 1997-1998, p. 236–242.
- Georgios Lekkas, Οι μεταφυσικές κατηγορίες του πλωτινικού Ενός (Εννεάδα VI, 8) [Les catégories métaphysiques de l’Un plotinien (Ennead VI.8)], ΠΑΡΝΑΣΣΟΣ, ΜΔ΄, 2002, p. 349 – 358.
- Georgios Lekkas, Επιχειρηματολογικές στρατηγικές εις την Πολιτείαν του Πλάτωνος [Les stratégies de l’argumentation dans la République de Platon], ΠΛΑΤΩΝ, 53, 2003, p. 180 – 199[16].
- Georgios Lekkas, Εσωτερικοί καθορισμοί της πράξεως και ηθική του καταλογισμού [La détermination intérieure de l’action et son attribution morale], ΦΙΛΟΣΟΦΙΑ (Academy of Athens), 33, 2003, p. 9 – 19.
- Georgios Lekkas, Θεϊκή πρόνοια και ανθρώπινη ελευθερία κατά τους Στωϊκούς και τον Ωριγένη [Providence divine et libre arbitre chez les Stoiciens et Origène], ΘΕΟΛΟΓΙΑ, 74, 2003, p. 333 – 346[17].
- Georgios Lekkas, Η Αιτιακή θεώρηση της ιατρικής ύλης στο ιπποκρατικό έργο [Le concept de la cause dans l’œuvre hippocratique], ΦΙΛΟΣΟΦΙΑ, 38, 2008, p. 73–83.
- Georgios Lekkas, Μια αντιστροφή της φοράς της πλατωνικής ανάμνησης στην 49η πλωτινική πραγματεία. Σχόλιο στην Ενν. V.3.2.7-14 [Réminiscence platonicienne dans la 49e Ennéade de Plotin. Commentaire de l’extrait V. 3.2. 7-14], ΦΙΛΟΣΟΦΙΑ (Academy of Athens), 43 II, 2013, p. 54–61
- Georgios Lekkas, Η έννοια της «προαιρέσεως» στη φιλοσοφία του Επικτήτου και του Ωριγένη [La notion du choix libre (prohairesis) dans la philosophie d’Epictète et d’Origène], ΘΕΟΛΟΓΙΑ, 84, 2013, p. 189–210[18].
- Georgios Lekkas, Η κλειστή ψυχή. Η αρνητική λειτουργία της επιθυμίας στην Πολιτεία του Πλάτωνα και στην φιλοσοφία του Επίκτητου [L'âme close. La fonction negative du desir dans la République de Platon et chez Epictète], ΘΕΟΛΟΓΙΑ, 85, τεύχος 3, 2014, p. 269–285[19].

### Études publiées en d'autres langues
- Georgios Lekkas, La feminité de l’âme chez Origène, REVUE DE PHILOSOPHIE ANCIENNE (Bruxelles), 26, 1998, p. 23–36.
- Georgios Lekkas, Philosophie des êtres composés. Prolongements éthiques et anthropologiques sur le plan de l’ontologie chrétienne, CHRONIQUES DE PHILOSOPHIE, Institut International de Philosophie (Paris), vol. 10 (Philosophy of Religion), Springer, Netherlands, 2010, p. 165–178[20].
- Georgios Lekkas, Les catégories métaphysiques de l’Un plotinien. (Enn.VI, 8 [39]), DIOTIMA, 32, 2004, p. 147–156.
- Georgios Lekkas, Similarité et alterité dans la philosophie de Plotin, ΦΙΛΟΣΟΦΙΑ, 34, 2004, p. 270–276.
- Georgios Lekkas, Plotinus. Towards an ontology of likeness. (On the One and Nous), INTERNATIONAL JOURNAL OF PHILOSOPHICAL STUDIES, 13, 2005, p. 53–68[21].
- Georgios Lekkas, Le concept positif de la nécessité et la production des êtres chez Plotin, LES ETUDES PHILOSOPHIQUES (Paris), 71, 2004, p. 553–561[22].
- Georgios Lekkas, Simplicité et inengendrence divines chez Plotin, Eunome et Grégoire de Nysse, in L. Karfikova etc., Gregory of Nyssa, Contra Eunomium II, Leiden-Boston, Brill, 2007, p. 423–432[23].
- Georgios Lekkas, Plotin. De l’ontologie de l’essence à une ontologie de la modalité, in Ε. Moutsopoulos et Georgios Lekkas (ed.), La notion de la transcendance dans la philosophie grecque tardive et dans la pensée chrétienne, Actes du VIe Congrès de Philosophie Grecque, Athènes, 22-27 septembre 2004, Paris, Vrin, 2006, p. 51–77.
- Georgios Lekkas, The Dialectic of “Inside” and “Outside” in the Philosophy of Plotinus, DIOTIMA, 37, 2009, p. 101–114.
- Georgios Lekkas, Gregory of Nyssa’s Refutation of the Pre-ensoulment of God the Word in his Antirrheticus Adversus Apolinarium, in V. H. Drecoll and M. Berghaus, Gregory of Nyssa: The Minor Treatises on Trinitarian Theology, Leiden-Boston, Brill, 2011, p. 557–564[24].
- Georgios Lekkas, Soul in Crisis. The Negative Function of Desire in Plato’s Republic and Epictetus’ Philosophy, in G. Maggini et alii, Philosophy and Crisis, Responding to  Challenges to Ways of Life in the Contemporary World, Department of Philosophy, University of Ioannina and The Council for Research in Values and Philosophy, Washington D.C., 2014, p. 80–86.
- Georgios Lekkas, The self-estranged soul. Plato’s Republic and Epictetus’ philosophy, DIOTIMA, 43, 2015.